# Обыкновенная жаба
Обыкновенная жаба, или серая жаба, или коровница (лат. Bufo bufo), — земноводное из рода жабы. Обитает в Евразии и Северо-Западной Африке, на всех остальных континентах этого вида нет. Считается самой крупной жабой в Европе.

## Размножение
У самцов передние лапы толще, а пальцы на них короче, чем у самок. В период размножения  на внутренних пальцах передних лап у самцов появляются "брачные мозоли", которые позволяют им эффективнее удерживать самку во время спаривания. Размножается серая жаба в одном и том же водоеме в течение всей жизни.
Самцы ждут самок в местах размножения. У каждого самца есть своя территория, которую он защищает от других претендентов. Одна самка откладывает до 600-4000 икринок. Кладка икры в виде шнуров наматывается на водную растительность, коряги и т. п. Через несколько дней после икрометания взрослые амфибии покидают водоем, но самый крупный самец остаётся, чтобы охранять икру.

## Внешний вид
Является самой крупной жабой, обитающей в Европе. Её длина — до 20 см (самки).
Тело у представителей вида широкое и приземистое. Глаза оранжевого цвета, зрачки горизонтальные. Окрас зависит от пола и возраста, а также от времени года, бывает не только серый, но и оливковый, тёмно-коричневый, терракотовый, песчаный. Кожные железы выделяют небольшое количество яда, совершенно не опасного для человека. Самки крупнее самцов.
Пример покровительственной окраски:

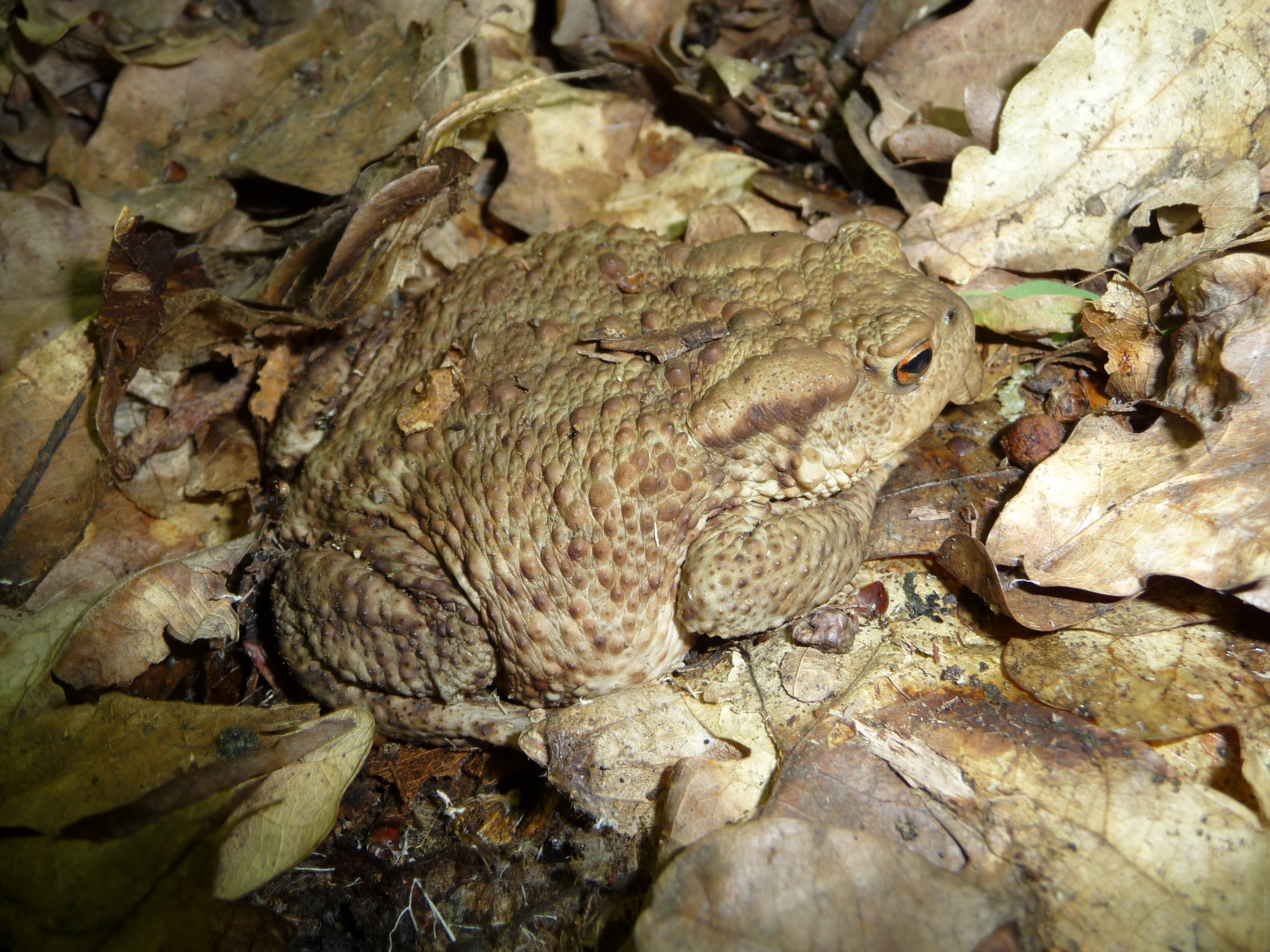
Серая жаба среди опавшей листвы
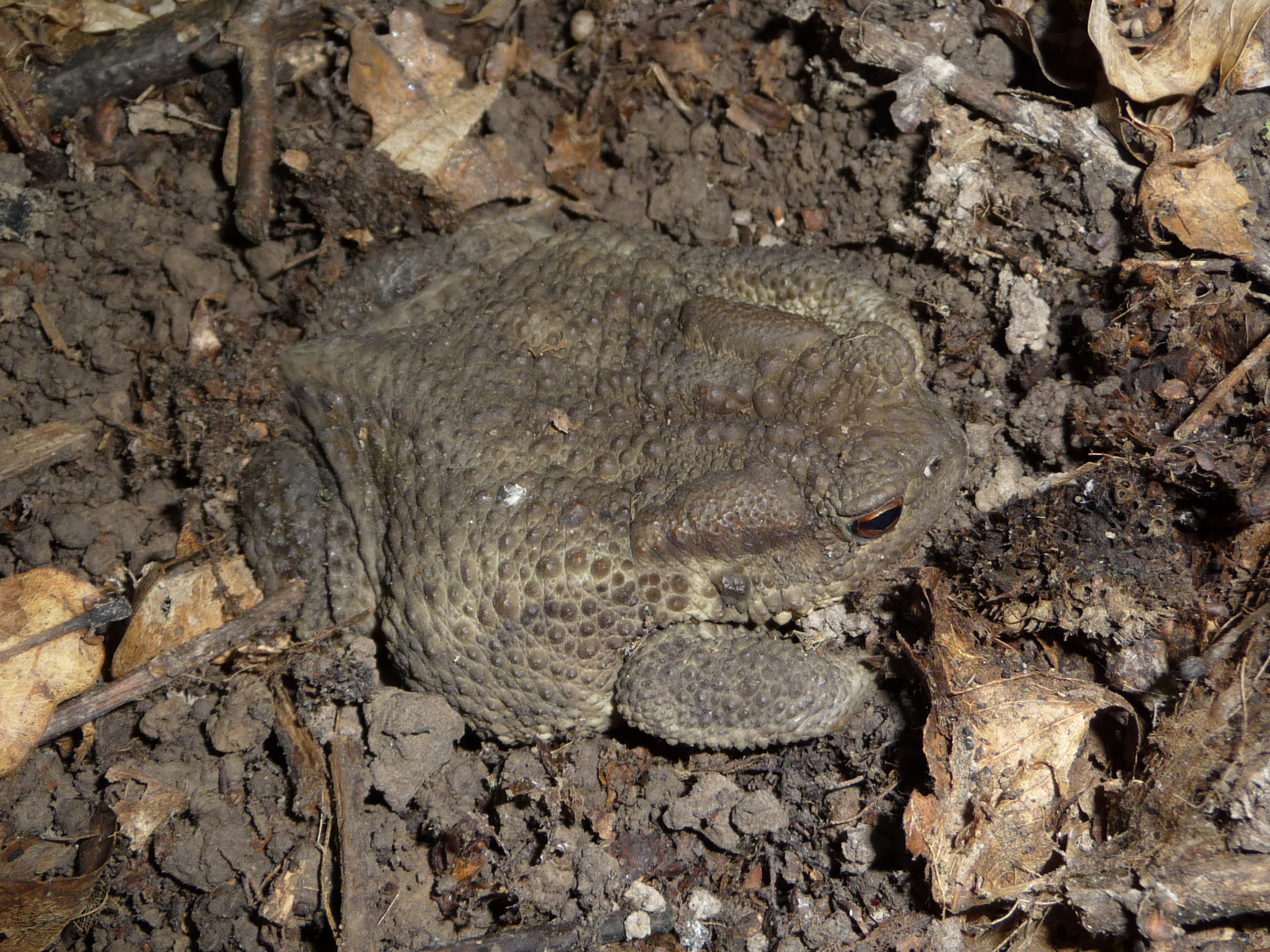
Серая жаба на фоне тёмной земли
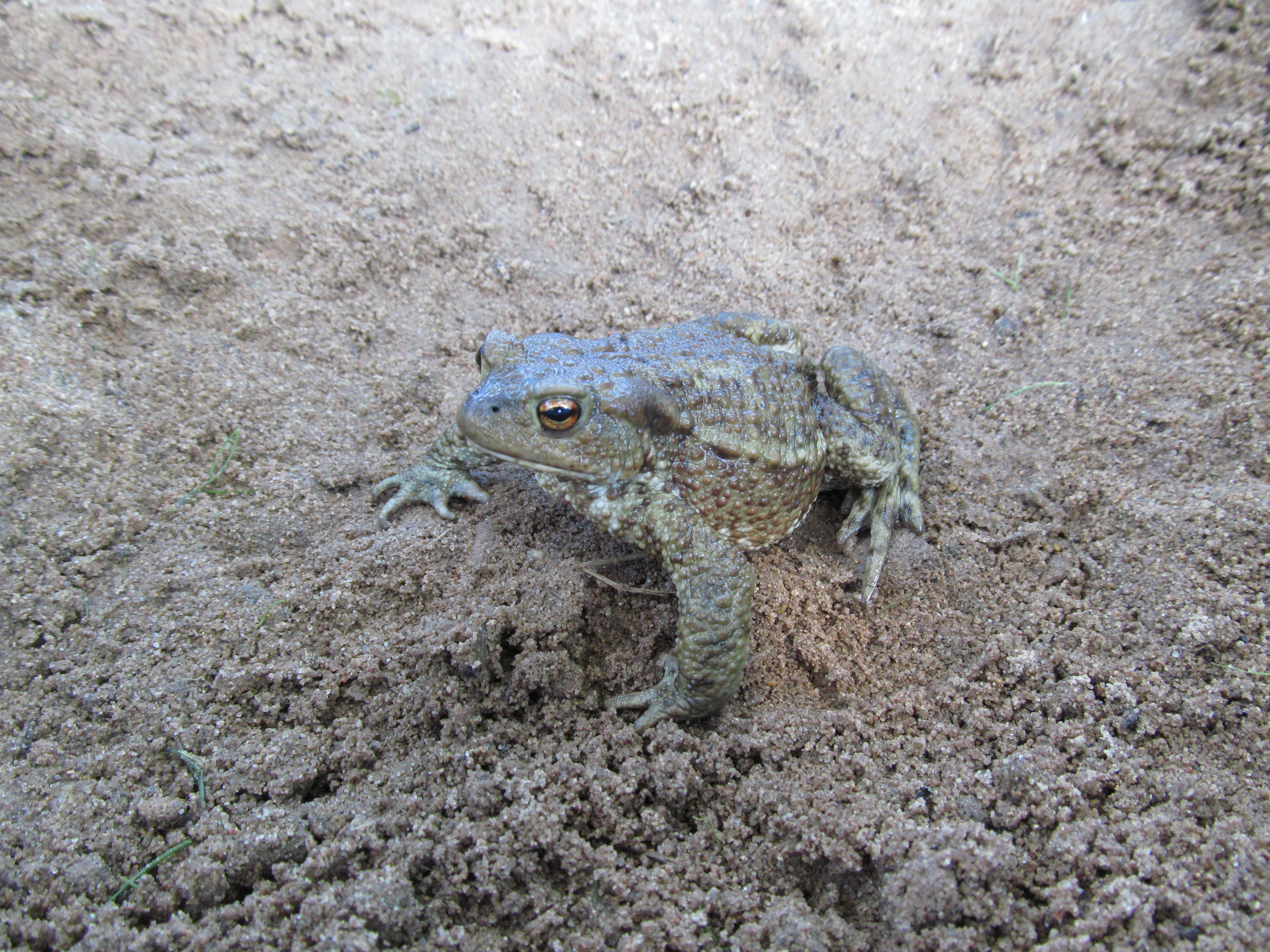
Серая жаба на фоне тёмного песка

## Образ жизни

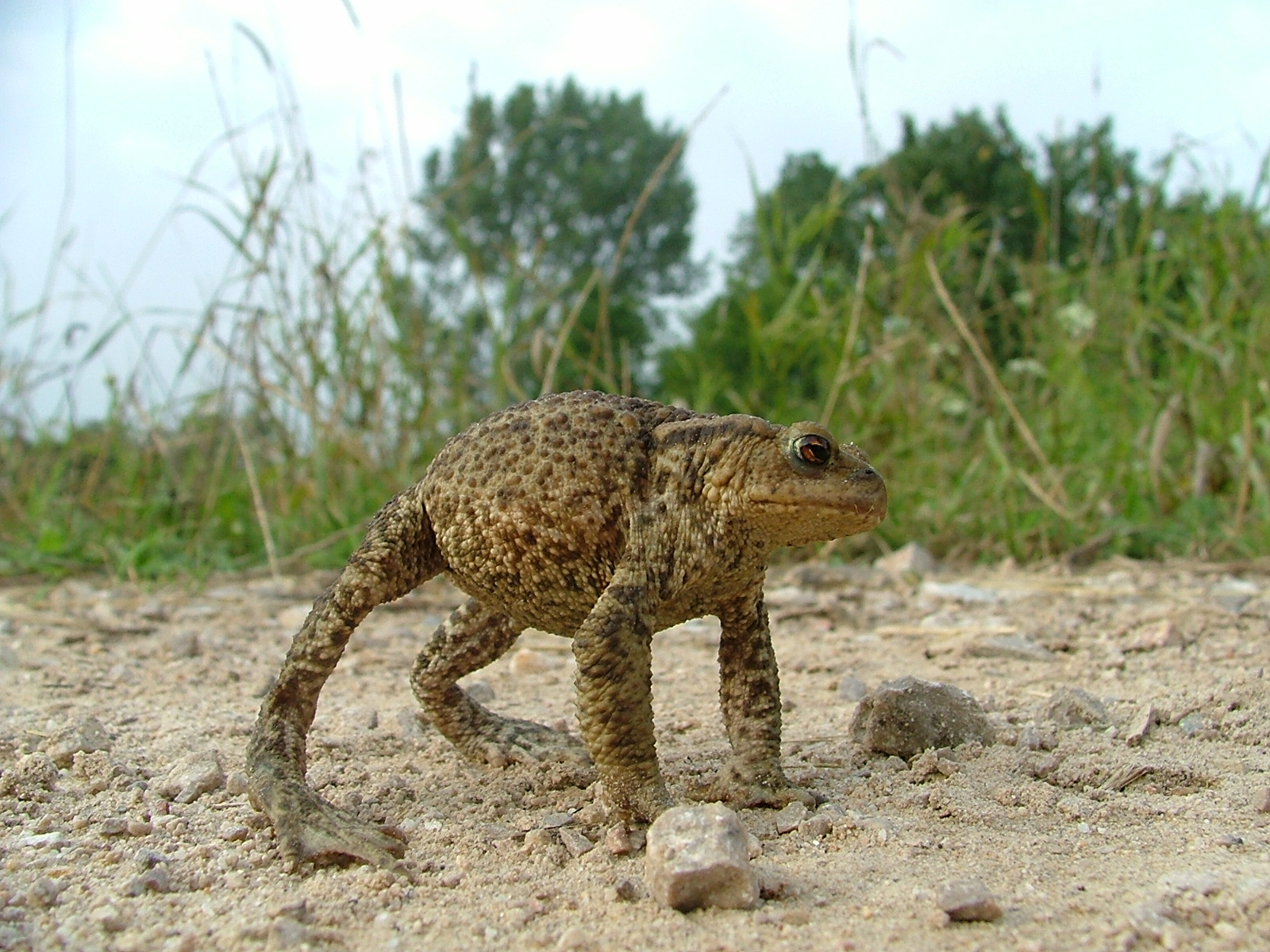
Серая жаба в оборонительной угрожающей позе

Предпочитает сухие места: поля, лесостепи, леса, парки. Рацион составляют в основном беспозвоночные, обитающие на суше, в том числе насекомые и их личинки. Добычу хватает клейким языком.
Зимует часто в норах мелких зверей или прячется под камнями и в корнях деревьев. В качестве убежища может использовать норки и под домами людей. Летом перед зимовкой, жабы накапливают жир, который защитит от холода и не даст погибнуть от истощения.
Для защиты от врагов использует покровительственную маскирующую окраску и токсичные выделения расположенных позади глаз желёз. Железы срабатывают, когда хищник пытается заглотить жабу. Врагами являются ужи, ежи, крысы, а также хищные птицы.
Будучи атакованной не очень крупным животным, серая жаба приподнимается на лапах и принимает угрожающий вид. Однако передвижение жабы по поверхности земли происходит посредством шагания, а не прыганья. Прыганье жаба использует только в обескураженном состоянии, когда опасность, по её мнению, присутствует и проявляет активность по отношению к ней. Например, в спокойном состоянии жаба передвигается по покосу или по отаве (трава, выросшая на месте скошенной в том же году) исключительно шагом. Увидев более крупное животное (человек, собака, кошка и т. д.), жаба замирает. При попытке её потрогать начинает прыгать, как лягушка.